# Рибченко Сергій Володимирович
Сергі́й Володи́мирович Ри́бченко — капітан (посмертно — майор) Збройних Сил України, учасник російсько-української війни.

## Короткий життєпис
Учасник війни в Афганістані.
У часі війни на сході України мобілізований 21 серпня 2014-го, командир взводу — старший офіцер мінометної батареї, 93-тя окрема механізована бригада.
Загинув 5 грудня 2014-го під час обстрілу поблизу селища Піски. Тоді ж полягли молодший сержант Андрій Михайленко, старший солдат Роман Нітченко, солдати Євген Капітоненко, Сергій Шилов та Володимир Жеребцов.
Без Сергія залишились мама Антоніна Іванівна, дружина Оксана Миколаївна, дорослий син Владислав.
Похований в місті Нікополь 27 грудня 2014-го, Меморіал «Вічна Слава».

## Нагороди та вшанування
- Указом Президента України № 282/2015 від 23 травня 2015 року, «за особисту мужність і високий професіоналізм, виявлені у захисті державного суверенітету та територіальної цілісності України, вірність військовій присязі», нагороджений орденом Богдана Хмельницького III ступеня (посмертно)[1].
- Нагороджений відзнакою Президента України «За участь в антитерористичній операції» (посмертно).
- У Миргороді встановлено кований сонячний годинник, присвячений загиблому герою.
- Вшановується в меморіальному комплексі «Зала пам'яті», в щоденному ранковому церемоніалі 5 грудня[2][3].